# 板倉勝資
板倉 勝資（いたくら かつすけ）は、江戸時代後期の大名。備中国庭瀬藩の第7代藩主。官位は従五下・越中守。重宣系板倉家8代。

## 略歴
第5代藩主・板倉勝喜の4男として誕生。
文化2年（1805年）12月8日に先代藩主で兄の勝氐が早世したため、文化3年（1806年）3月19日に跡を継いだ。文化8年11月15日、第11代将軍・徳川家斉に拝謁する。同年12月11日、従五位下越中守に叙任する。有能な人物で殖産興業や民政に尽力し、凶作に備えて義倉を設置した。また、藩校の誠意館を創設して藩士子弟の教育化に努めた。

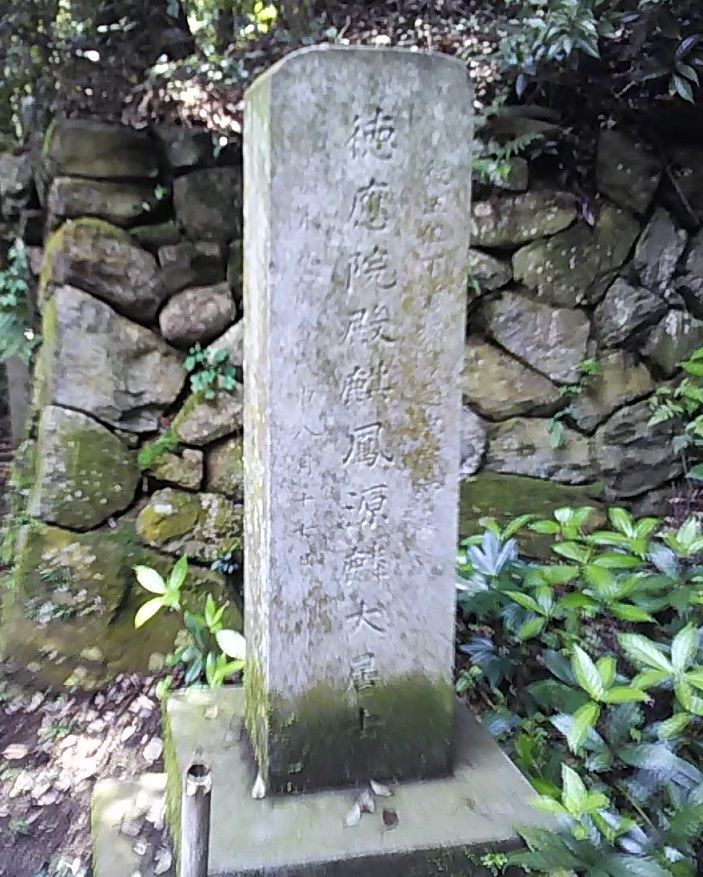
板倉勝資の墓(西尾市長圓寺)

天保3年（1832年）閏11月21日、弟の勝貞に家督を譲って隠居した。弘化2年（1845年）8月に剃髪して愚山と号した。嘉永元年（1848年）8月17日、60歳で死去した。法号は督応院殿麒鳳源麟大居士。墓所は愛知県西尾市貝吹町の長圓寺。
庭瀬藩の歴代藩主の中では有能な人物で、治績も残したため、中興の英主と言われている。

## 系譜
- 父：板倉勝喜（1765-1842）
- 母：不詳
- 正室：朽木倫綱の娘
- 生母不明の子女
  - 長男：板倉勝敬（1822-1845）